# فيلما دايكمن
فيلما دايكمن (بالإنجليزية: Wilma Dykeman)‏ (20 مايو 1920 في آشفيل، كارولاينا الشمالية - 22 ديسمبر 2006 في آشفيل، كارولاينا الشمالية) مؤرخة، وروائية، وكاتبة سير، وكاتِبة من الولايات المتحدة.

## الجوائز
- زمالة غوغنهايم[11]